# Place August-Strindberg
La place August-Strindberg est une place du quartier de l'Odéon dans le 6e arrondissement de Paris.

## Situation et accès
La place August-Strindberg est située à l'intersection de la rue Garancière et de la rue Saint-Sulpice.

## Origine du nom

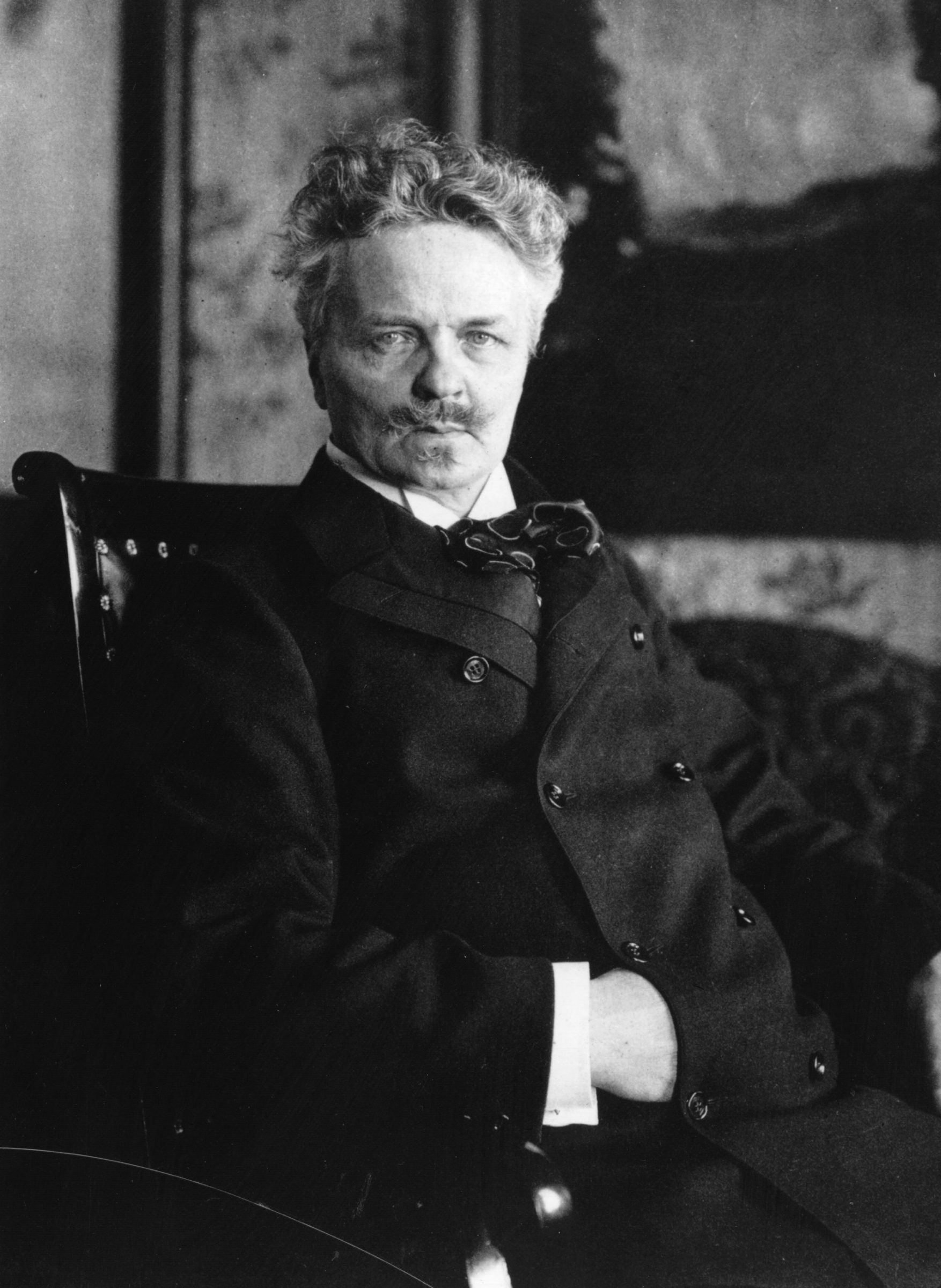
August Strindberg, vers 1900.

Elle porte le nom de l'écrivain, dramaturge et peintre suédois August Strindberg (1849-1912), qui séjourna à de nombreuses reprises à Paris, entre 1876 et 1898, à diverses adresses.

## Historique
Cette place située à l'intersection de la rue Garancière et de la rue Saint-Sulpice a été dénommée en 2013 et inaugurée le 6 novembre 2017 en présence de la ministre de la Culture suédoise, Alice Bah Kuhnke et de l'ambassadrice de Suède, Veronika Wand-Danielsson. L'absence de la maire de Paris Anne Hidalgo, de son premier adjoint à la Culture Bruno Julliard, et du maire du 6e arrondissement Jean-Pierre Lecoq est remarquée.

## Bâtiments remarquables et lieux de mémoire
- Reproduction du buste en bronze de l’écrivain August Strindberg par le sculpteur suédois Carl Eldh (1905)[6],[7].

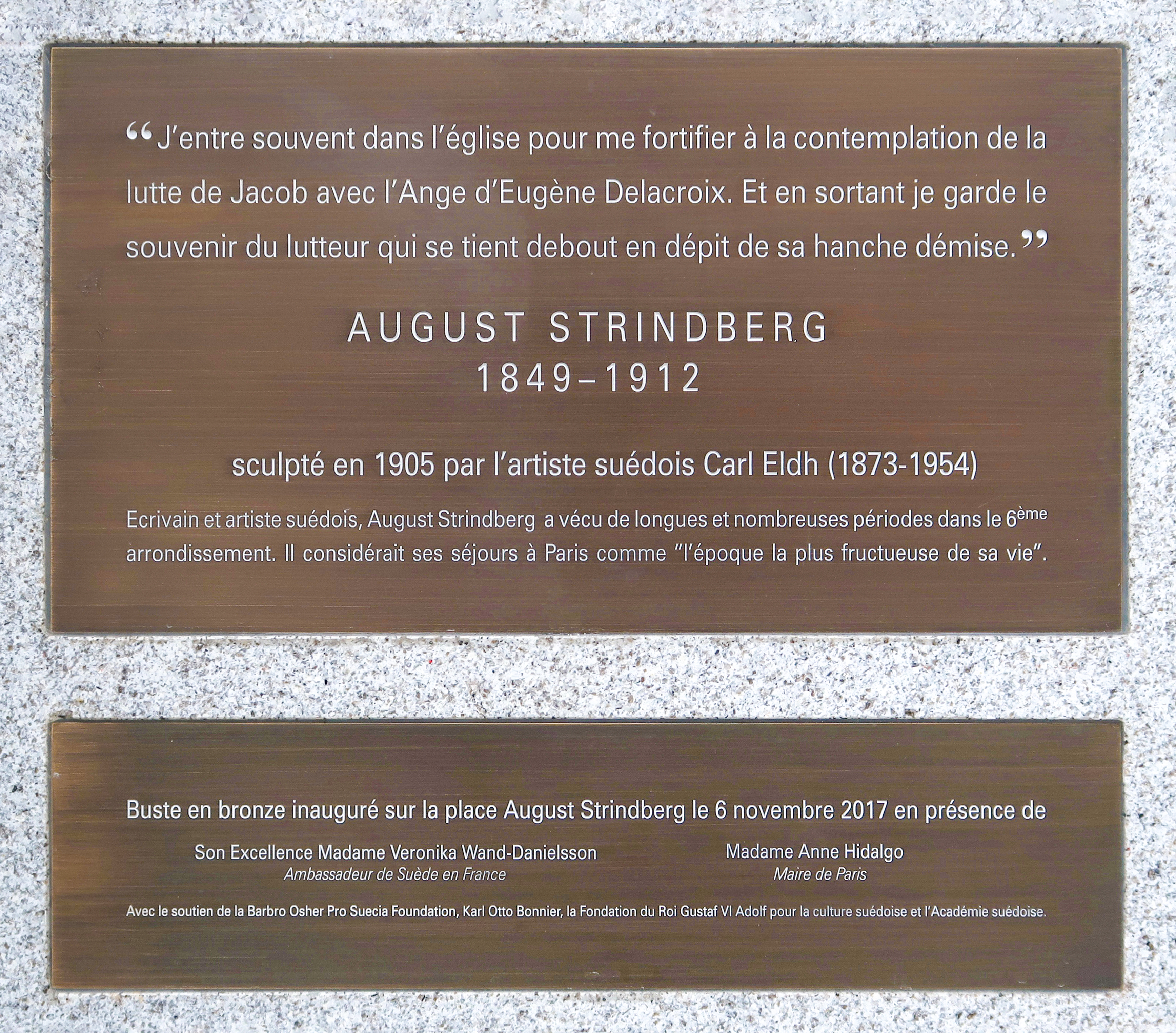
Plaque sous le bronze.